# Tommy Iseskog
Tommy Iseskog, född 16 maj 1950 är en svensk arbetsrättsjurist, universitetslektor och författare. Iseskog har skrivit över 280 böcker i ämnet juridik och arbetsrätt.